# شمشیربازی در بازی‌های آسیایی ۲۰۱۸
شمشیربازی یکی از ورزش‌های بازی‌های آسیایی ۲۰۱۸ است که از ۱۹ تا ۲۴ اوت ۲۰۱۸ برگزار شده است.
این مسابقات در سه ماده اپه، فلوره و سابر و دو بخش زنان و مردان در جاکارتا کنوانسیون سنتر، جاکارتا، اندونزی انجام شده است.

## مدال ها

### مردان
| رویداد        | طلا                                                               | نقره                                                                         | برنز                                                                                |
| اپه انفرادی   | دمیتری الکسانین · قزاقستان                                        | پارک سانگ-یونگ · کره جنوبی                                                   | جونگ جین-سون · کره جنوبی                                                            |
| اپه انفرادی   | دمیتری الکسانین · قزاقستان                                        | پارک سانگ-یونگ · کره جنوبی                                                   | کوکی کانو · ژاپن                                                                    |
| اپه تیمی      | ژاپن · Koki Kano · Kazuyasu Minobe · Satoru Uyama · Masaru Yamada | چین · Dong Chao · Lan Minghao · Shi Gaofeng · Xue Yangdong                   | قزاقستان · Dmitriy Alexanin · Elmir Alimzhanov · Ruslan Kurbanov · Vadim Sharlaimov |
| اپه تیمی      | ژاپن · Koki Kano · Kazuyasu Minobe · Satoru Uyama · Masaru Yamada | چین · Dong Chao · Lan Minghao · Shi Gaofeng · Xue Yangdong                   | کره جنوبی · Jung Jin-sun · Kweon Young-jun · Park Kyoung-doo · پارک سانگ-یونگ       |
| فلوره انفرادی | Huang Mengkai · چین                                               | Nicholas Choi · هنگ کنگ                                                      | Son Young-ki · کره جنوبی                                                            |
| فلوره انفرادی | Huang Mengkai · چین                                               | Nicholas Choi · هنگ کنگ                                                      | Cheung Ka Long · هنگ کنگ                                                            |
| فلوره تیمی    | کره جنوبی · Ha Yae-gyu · Heo Jun · Lee Kwang-hyun · Son Young-ki  | هنگ کنگ · Cheung Ka Long · Nicholas Choi · Ryan Choi · Yeung Chi Ka          | چین · Huang Mengkai · Li Chen · Ma Jianfei · Shi Jialuo                             |
| فلوره تیمی    | کره جنوبی · Ha Yae-gyu · Heo Jun · Lee Kwang-hyun · Son Young-ki  | هنگ کنگ · Cheung Ka Long · Nicholas Choi · Ryan Choi · Yeung Chi Ka          | ژاپن · Kyosuke Matsuyama · Toshiya Saito · Takahiro Shikine · Kenta Suzumura        |
| سابر انفرادی  | گو بون-گیل · کره جنوبی                                            | Oh Sang-uk · کره جنوبی                                                       | Low Ho Tin · هنگ کنگ                                                                |
| سابر انفرادی  | گو بون-گیل · کره جنوبی                                            | Oh Sang-uk · کره جنوبی                                                       | علی پاکدامن · ایران                                                                 |
| سابر تیمی     | کره جنوبی · گو بون-گیل · Kim Jun-ho · کیم جونگ-هوان · Oh Sang-uk  | ایران · مجتبی عابدینی · فرزاد باهر ارسباران · علی پاکدامن · Mohammad Rahbari | هنگ کنگ · Cyrus Chang · Lam Hin Chung · Terence Lee · Low Ho Tin                    |
| سابر تیمی     | کره جنوبی · گو بون-گیل · Kim Jun-ho · کیم جونگ-هوان · Oh Sang-uk  | ایران · مجتبی عابدینی · فرزاد باهر ارسباران · علی پاکدامن · Mohammad Rahbari | چین · Lu Yang · Wang Shi · Xu Yingming · Yan Yinghui                                |

### زنان
| رویداد        | طلا                                                                | نقره                                                                | برنز                                                                                      |
| اپه انفرادی   | Kang Young-mi · کره جنوبی                                          | Sun Yiwen · چین                                                     | Vivian Kong · هنگ کنگ                                                                     |
| اپه انفرادی   | Kang Young-mi · کره جنوبی                                          | Sun Yiwen · چین                                                     | Choi In-jeong · کره جنوبی                                                                 |
| اپه تیمی      | چین · Lin Sheng · Sun Yiwen · Xu Chengzi · Zhu Mingye              | کره جنوبی · Choi In-jeong · Kang Young-mi · Lee Hye-in · Shin A-lam | هنگ کنگ · Chu Ka Mong · Kaylin Hsieh · Vivian Kong · Coco Lin                             |
| اپه تیمی      | چین · Lin Sheng · Sun Yiwen · Xu Chengzi · Zhu Mingye              | کره جنوبی · Choi In-jeong · Kang Young-mi · Lee Hye-in · Shin A-lam | ژاپن · Haruna Baba · Shiori Komata · Kanna Oishi · Ayumi Yamada                           |
| فلوره انفرادی | Jeon Hee-sook · کره جنوبی                                          | Fu Yiting · چین                                                     | Sera Azuma · ژاپن                                                                         |
| فلوره انفرادی | Jeon Hee-sook · کره جنوبی                                          | Fu Yiting · چین                                                     | Liu Yan Wai · هنگ کنگ                                                                     |
| فلوره تیمی    | ژاپن · Sera Azuma · Karin Miyawaki · Komaki Kikuchi · Sumire Tsuji | چین · Chen Qingyuan · Fu Yiting · Huo Xingxin · Shi Yue             | کره جنوبی · Chae Song-oh · Hong Seo-in · Jeon Hee-sook · Nam Hyun-hee                     |
| فلوره تیمی    | ژاپن · Sera Azuma · Karin Miyawaki · Komaki Kikuchi · Sumire Tsuji | چین · Chen Qingyuan · Fu Yiting · Huo Xingxin · Shi Yue             | سنگاپور · Amita Berthier · Melanie Huang · Maxine Wong · Tatiana Wong                     |
| سابر انفرادی  | چیان جیاروی · چین                                                  | شائو یاگی · چین                                                     | کیم جی-یون · کره جنوبی                                                                    |
| سابر انفرادی  | چیان جیاروی · چین                                                  | شائو یاگی · چین                                                     | نوریکا تامورا · ژاپن                                                                      |
| سابر تیمی     | کره جنوبی · Choi Soo-yeon · Hwang Seon-a · کیم جی-یون · Yoon Ji-su | چین · Ma Yingjia · Qian Jiarui · Shao Yaqi · Yang Hengyu            | ژاپن · Chika Aoki · Shihomi Fukushima · Risa Takashima · Norika Tamura                    |
| سابر تیمی     | کره جنوبی · Choi Soo-yeon · Hwang Seon-a · کیم جی-یون · Yoon Ji-su | چین · Ma Yingjia · Qian Jiarui · Shao Yaqi · Yang Hengyu            | قزاقستان · Aibike Khabibullina · Tamara Pochekutova · Tatyana Prikhodko · Aigerim Sarybay |

## جدول مدال‌ها
| رتبه  | کشور      | طلا | نقره | برنز | مجموع |
| ۱     | کره جنوبی | ۶   | ۳    | ۶    | ۱۵    |
| ۲     | چین       | ۳   | ۶    | ۲    | ۱۱    |
| ۳     | ژاپن      | ۲   | ۰    | ۶    | ۸     |
| ۴     | قزاقستان  | ۱   | ۰    | ۲    | ۳     |
| ۵     | هنگ کنگ   | ۰   | ۲    | ۶    | ۸     |
| ۶     | ایران     | ۰   | ۱    | ۱    | ۲     |
| ۷     | سنگاپور   | ۰   | ۰    | ۱    | ۱     |
| مجموع | مجموع     | ۱۲  | ۱۲   | ۲۴   | ۴۸    |